# Debreceni Egyetemi AC (futsal)
A DEAC Futsal Club egy magyar futsalklub Debrecenből, amely a magyar futsalbajnokság első osztályában szerepel.

## Történelem
A DEAC Futsal Club a DEAC-Armada jogutódjaként indult a 2012-2013 bajnoki szezonban.

## Csapat 2025/26

### Játékosok[2]
| #  | Ország | Név                                           |
| -- | ------ | --------------------------------------------- |
| 1  | HUN    | Faragó Ádám (K)                               |
| 3  | HUN    | Vincze Szabolcs (K)                           |
| 4  | HUN    | Faragó Lajos                                  |
| 5  | HUN    | Szabó Steven                                  |
| 7  | ROU    | Balázsi Attila                                |
| 8  | HUN    | Erdei Kristóf                                 |
| 9  | HUN    | Krajnyák Zsolt                                |
| 10 | HUN    | Vass Ottó László (C)                          |
| 11 | HUN    | Lévai Dániel Márk                             |
| 15 | HUN    | Erdei Szabolcs                                |
| 17 | HUN    | Győri Balázs                                  |
| 20 | HUN    | Karacs Deli Levente                           |
| 21 | BRA    | Ricardo Henrique Dos Santos Passoli (Ricardo) |
| 27 | HUN    | Soczó Szabolcs (K)                            |
| 30 | HUN    | Tóth Attila                                   |
| 44 | HUN    | Urr Dániel László                             |
| 77 | HUN    | Szabó János Ábel                              |
| 99 | HUN    | Tóth Barnabás                                 |

### Szakmai stáb[3]
| Kinevezés     | Ország | Név           |
| ------------- | ------ | ------------- |
| Vezetőedző    | HUN    | Tihanyi Csaba |
| Erőnléti edző | HUN    | Demkó Bence   |
| Masszőr       | HUN    | Vajkó Lajos   |

## Eredmények

### Helyezések a bajnokságban
| Szezon    | Bajnokság neve                     | Helyezés |
| --------- | ---------------------------------- | -------- |
| 2012/2013 | Férfi Futsal NB I.                 | 11.      |
| 2013/2014 | Férfi Futsal NB II. Keleti csoport | 11.      |
| 2014/2015 | Férfi Futsal NB II. Keleti csoport | 6.       |
| 2015/2016 | Férfi Futsal NB II. Keleti csoport | 4.       |
| 2016/2017 | Férfi Futsal NB II. Keleti csoport | 1.       |
| 2017/2018 | Férfi Futsal NB I.                 | 9.       |
| 2018/2019 | Férfi Futsal NB I.                 | 5.       |
| 2019/2020 | Férfi Futsal NB I.                 | -        |
| 2020/2021 | Férfi Futsal NB I.                 | 4.       |
| 2021/2022 | Férfi Futsal NB I.                 | 3.       |
| 2022/2023 | Férfi Futsal NB I.                 | 6.       |
| 2023/2024 | Férfi Futsal NB I.                 | 5.       |
| 2024/2025 | Férfi Futsal NB I.                 | 7.       |